# NATO Korai Előrejelző és Légtérellenőrző Programigazgatóság
A NATO Korai Előrejelző és Légtérellenőrző Programigazgatóság (angolul: NATO Airborne Early Warning and Control Program Management Organization, rövidítve: NAPMO) 1978. december 8-án alakult a NATO logisztikai szervezetének részeként. A NAPMO polgári szervezet, beszámolni az Észak-atlanti Tanácsnak köteles, mivel annak közvetlenül alárendelt.
A szervezet létrehozását az 1970-es évek második felének az a katonai nézete alapozta meg, mely szerint a földi felderítő eszközök (radarok) képességeit ki kell egészíteni a nagyon gyors, és kis magasságon repülő harci repülőgépeket is sikeresen felderítő képességgel. A NATO katonai hatóságai szerint ezt a földfelszín felett, nagy magasságban telepített radarok képesek biztosítani, mint például a repülőgép fedélzetre telepített eszközök.

## Feladata[1]
A NAPMO felelős a NATO korai előrejelző és légtérellenőrző programjával kapcsolatos mindennemű tevékenységért, például a légi felderítő, előrejelző, riasztó, ellenőrző és irányító eszközök beszerzése; a program megvalósítása; üzemeltetése; logisztikai biztosítása.

## Tagállamok
A szervezet a NATO-tagállamokból önkéntes alapon csatlakozott államokból áll.
Költségvetését a csatlakozott államok biztosítják, így költségvetése teljesen független a NATO költségvetésétől.

### Teljes jogú tagok
- Amerikai Egyesült Államok
- Belgium
- Dánia
- Görögország
- Hollandia
- Kanada
- Lengyelország
- Luxemburg
- Magyarország
- Német Szövetségi Köztársaság
- Norvégia
- Olaszország
- Portugália
- Románia
- Spanyolország
- Törökország

### Különleges státusz
- Egyesült Királyság

### Megfigyelő
- Franciaország
- A Különleges státuszú ország korlátozottan vesz részt a szervezet munkájában. Többnyire egy, a szervezet által irányított projektben vesz részt, csak az azzal kapcsolatos döntésekben bír szavazati joggal.
- A Megfigyelő ország képviselője teljes körűen részt vehet minden vitában, javaslatokat tehet, de szavazati joggal nem rendelkezik.

Magyarország 1999-től megfigyelői, majd 2005. decembertől teljes jogú tagja a szervezetnek.

## A szervezet felépítése
A szervezet felépítése az ábrán látható.

### NAPMO Igazgatótanács[2]
A szervezet legfőbb döntéshozó szerve. Tagjai:
- Minden tagállam egy-egy állandó képviselője
- A NATO főtitkár, és a két stratégiai parancsnok képviselői
- A NATO Légi Korai Figyelmeztető és Ellenőrző Erők parancsnoka
- Szükség esetén más NATO igazgatótanácsok, bizottságok, felügyelő bizottságok képviselői, amennyiben érintettek valamilyen projektben.

Szavazati joggal csak a tagállamok képviselői rendelkeznek. Minden döntés az összes tagállam konszenzusos megegyezésével történik. Az igazgatótanács évente minimum kétszer ülésezik, de esetenként egy-egy tavaszi ülést tarthat a felmerülő döntések számától, vagy sürgősségétől függően.
Az igazgatótanács elnökét a tagállamok teljes egyetértésben jelölik, személyét a NATO főtitkárral egyeztetniük kell.
Az igazgatótanács üléseit általában Brunssumban (Hollandia) tartja meg. Munkáját két bizottság segíti, melyek az igazgatótanács ülését néhány héttel megelőzően üléseznek, hoznak szakterületüket érintő döntéseket.

#### Irányelvek és Költségvetési Bizottság
A bizottság tagjait a szervezet igazgatótanácsának megfelelő összetételben és jogosítványokkal a tagállamok jelölik. A szakterületeknek megfelelően bármely nemzet akár több tanácsadó szakembert is küldhet, de csak egy szavazati joggal rendelkezik. Főbb feladatai:
- Az igazgatótanács által meghatározott szakmai feladatokat vizsgál meg minden oldalról; tanácsokkal, javaslatokkal szolgál az igazgatótanácsnak. Ezek a feladatok lehetnek a katonai műveletekkel, interoperabilitással, technikai, logisztikai, fenntartási kérdésekkel, hadműveleti követelményekkel kapcsolatosak. Külön figyelemmel kíséri az Ipari Megtérülés/Ipari Részvétel Programot. Ez a program a tagállamok részvételi arányának megfelelően ipari megrendelést biztosít a tagállamoknak, hogy befizetéseik részben megtérüljenek.
- A bizottság a felsorolt területeken egyes feladatoknál állásfoglalást tesz az igazgatótanácsnak abban az esetben, ha abban az igazgatótanács felelős dönteni.
- Kidolgozza a NAPMA állásfoglalását olyan kérdésekben, melyek a bizottság szakmai hatáskörébe tartoznak.
- A bizottság szakterületeinek vizsgálata során felmerült javaslatok, észrevételek, iránymutatások jelentése az igazgatótanácsnak, ha azokat a szervezet egészére nézve fontosnak tartja.

#### Műveletek, Tervek és Logisztikai Bizottság

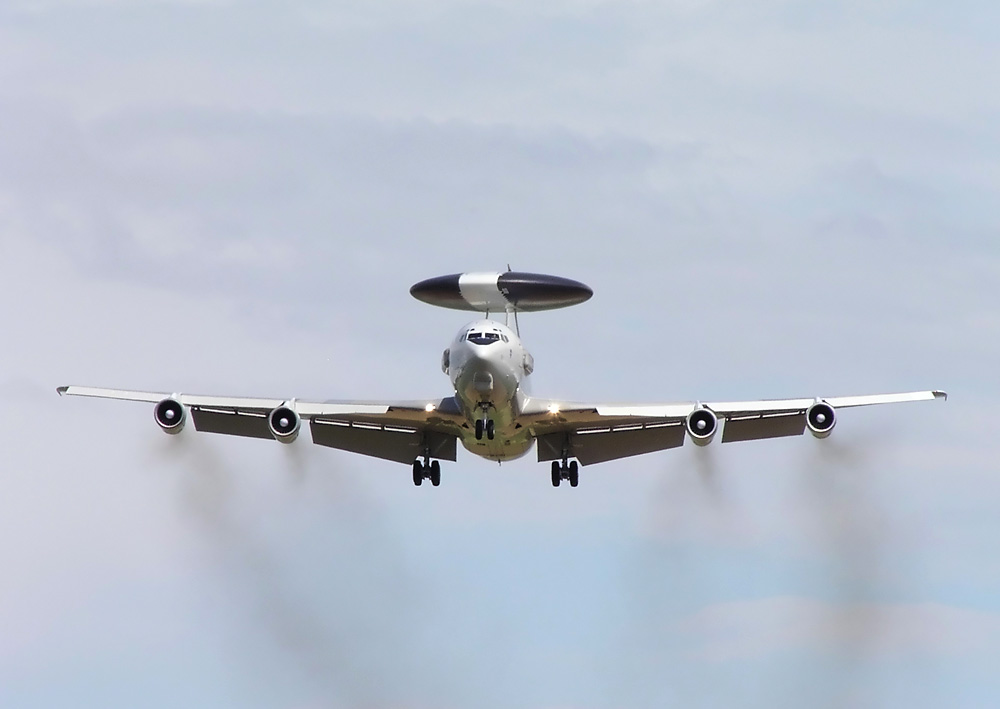
NE-3A repülőgép leszálláshoz készülődik a geilenkircheni bázison

A bizottság tagjait a szervezet igazgatótanácsának megfelelő összetételben és jogosítványokkal a tagállamok jelölik. A szakterületeknek megfelelően bármely nemzet akár több tanácsadó szakembert is küldhet, de csak egy szavazati joggal rendelkezik. Főbb feladatai:
- Az igazgatótanács által megszabott szakmai feladatokat vizsgál meg, tanácsokat ad a megrendelőnek. Ezek a feladatok a NAPMO program jogi, pénzügyi, szerződéskötési és stratégiai tervezés területeit, illetve a NATO Korai Előrejelző és Légtérellenőrző Programiroda - angolul NATO Airborne Early Warning and Control Program Management Agency, rövidítve (NAPMA) – adminisztrációs, személyügyi, biztonsági, kérdései lehetnek. Felügyeli az ügynökség nemzetközi szerződéseit, költségvetését, költségvetési fegyelmét, beszerzési stratégiáját, az Ipari Részvétel Program területeit, vezetését, állapotát, alkalmazottai kiválasztásának jogszerűségét.
- A bizottság a felsorolt területeken állásfoglalást tesz az igazgatótanácsnak abban az esetben, ha abban az igazgatótanács felelős dönteni.
- Kidolgozza a NAPMA állásfoglalását olyan kérdésekben, melyek a bizottság szakmai hatáskörébe tartoznak.
- A bizottság szakterületeinek vizsgálata során felmerült javaslatok, észrevételek, iránymutatások jelentése az igazgatótanácsnak, ha azokat a szervezet egészére nézve fontosnak tartja.

### NATO Korai Előrejelző és Légtérellenőrző Programiroda
A NATO Korai Előrejelző és Légtérellenőrző Programiroda - röviden NAPMA - végzi a NAPMO mindennapi tevékenységét, biztosítja a programmal kapcsolatos működőképességet.

### NATO Légi Korai Figyelmeztető és Ellenőrző Erők Parancsnoksága
A NATO Légi Korai Figyelmeztető és Ellenőrző (NATO Airborn Early Warning and Control - röviden NAEW&C) Erők Parancsnoksága a NATO érdekében végrehajtandó, azonnal elérhető/rendelkezésre álló légi felderítés, figyelmeztetés és ellenőrzés/irányítás multinacionális megvalósítására jött létre.
Hadműveleti irányítását, feladatait a NATO katonai parancsnokaitól kapja, jelenteni is nekik köteles, ugyanakkor NAPMO függőségében felelős a NATO E-3A (NE-3A) repülőgép flotta karbantartásáért, hadrafoghatóságáért. A szervezet parancsnoka vezérőrnagy rendfokozatú, felváltva az Amerikai Egyesült Államok, illetve a Német Szövetségi Köztársaság hivatásos katonája lehet; míg a parancsnokhelyettesi beosztásra mindig az Egyesült Királyság jelöl/nevez ki hivatásos katonát.
A NAPMO repülő erejét a NAPMO saját, az Egyesült Királyság repülő flottája, esetenként Franciaország és az Amerikai Egyesült Államok repülőgépei alkotják.
Mivel megalakuláskor teljesen új szervezet jött létre, ezért minden szervezeti elemet létre kellett hozni. Ezek:

#### NATO Légi Korai Figyelmeztető és Ellenőrző Erők Főparancsnokság
A főparancsnokság 1980-ban alakult meg, együtt települ a Szövetséges Erők Legfelsőbb Parancsnokságával Belgiumban. Hadműveletileg két komponensből áll.

#### Hadműveleti Bázisok

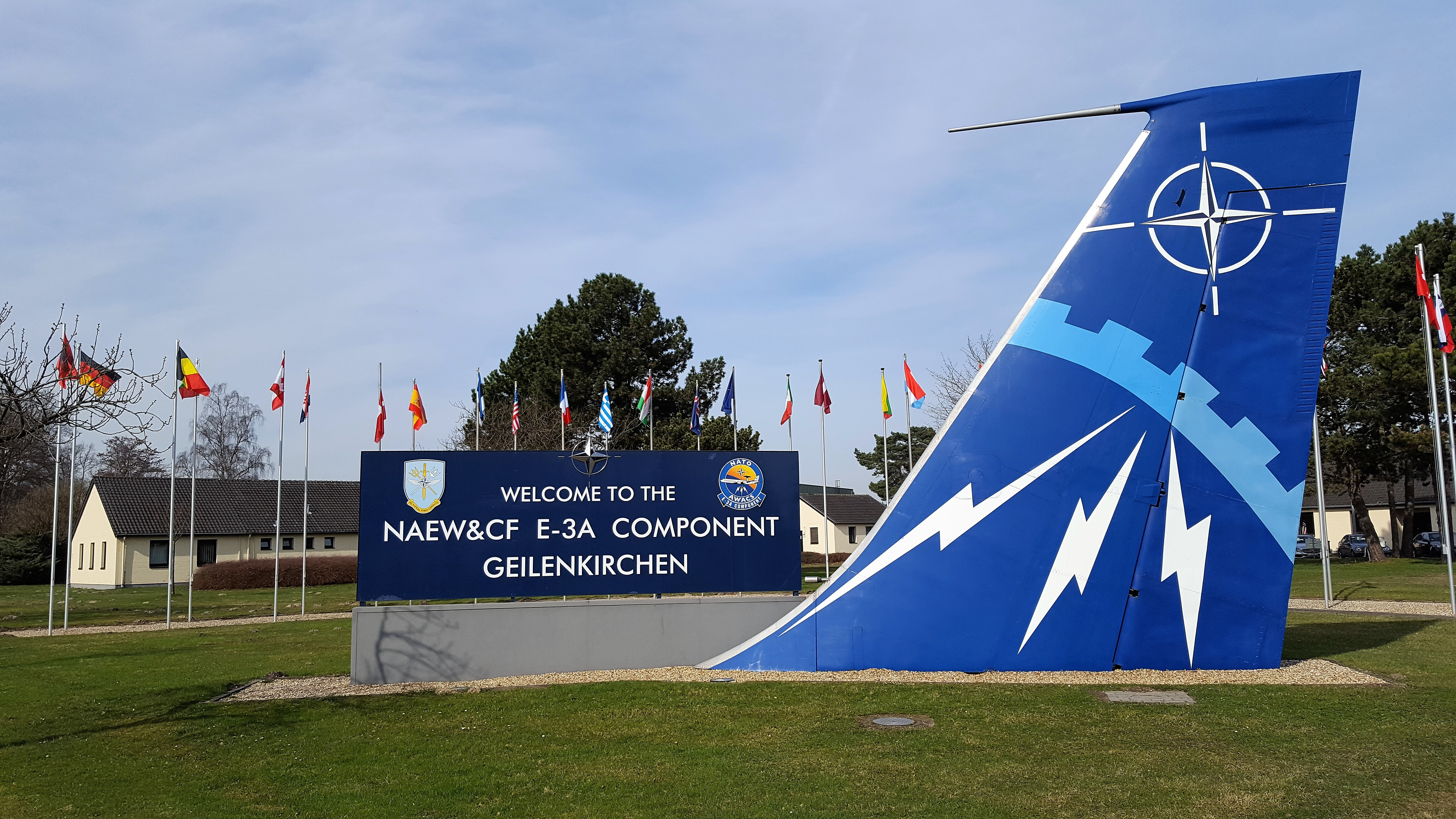
A geilenkircheni bázis bejárata

Az első komponenst a NATO műveleti bázisok adják.
A NATO E-3A komponens fő műveleti bázisa (Main Operating Base - MOB) Geilenkirchenben (Német Szövetségi Köztársaság) található. Három további Előretolt Műveleti Bázis (Forward Operating Base - FOB) és egy Előretolt Műveleti Helyszín (Forward Operating Location - FOL) biztosítja a rugalmas felhasználhatóságot. Ezek:
- FOB Trapani, Olaszország
- FOB Konya, Törökország
- FOB Aktion, Görögország
- FOL Oerland, Norvégia

#### Az Egyesült Királyság bázisa
A második komponenst az Egyesült Királyság nemzeti AWACS flottája és annak bázisa adja, és a NAPMO flottájának szerves részét képezi. Az Angol Királyi Légierő E-3D flotta bázisa Waddingtonban található.
Franciaország nemzeti E-3F flottája nem szerves része a NAPMO flottájának, de bizonyos - egyedileg elbírált - esetekben koordináltan részt vesz a közös NATO műveletekben. Légibázisa Avordban található.

## A szervezet főbb programjai
A jelenlegi NE-3A flotta és annak képességei a beszerzést követően többször módosításra, illetve fejlesztésre kerültek.

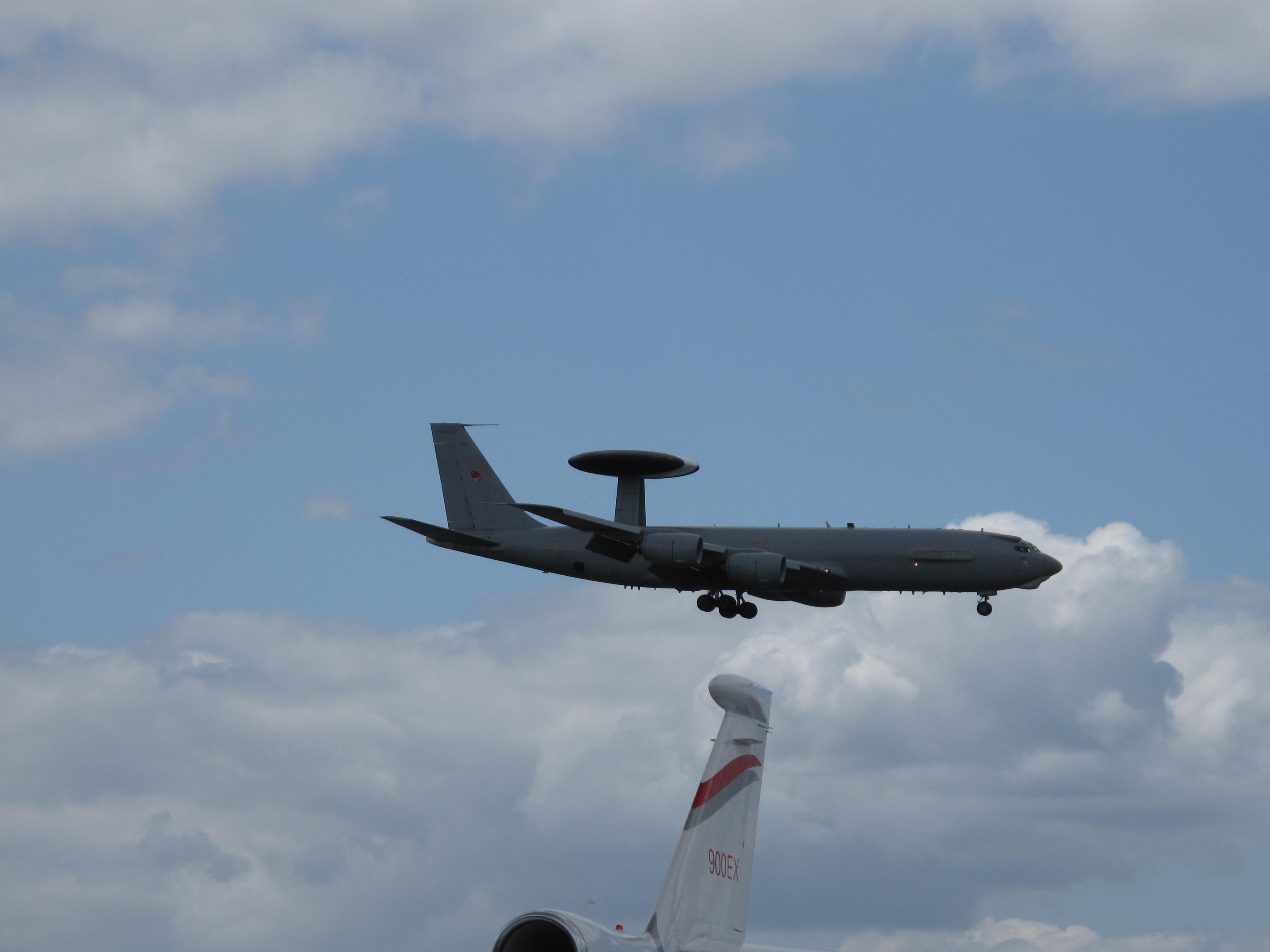
NE-3A repülése a Bourget repülő kiállításon 2009-ben

- Kezdeti NAEW&C Beszerzési Program (1978-1988). Ezt a programot a részt vevő államok (akkor 13 állam) védelmi miniszterei hagyták jóvá 1978-ban. A teljes program költségvetése 4,1 milliárd US dollár volt. A fő feladatok voltak:
  - A NAPMO részére 18 darab NE-3A és 3 darab kiképző-szállító repülőgép (Trainer Cargo Aircraft - TCA) beszerzése, melyek a Boeing 707-320B kereskedelmi repülőgépek bázisára épül.
  - 40 NATO Légvédelmi Földi Környezetű Radarhelyszín (NATO Air Defence Ground Environment - röviden NADGE - Radar Sites) korszerűsítése.
  - A NAEW&C Erők Főparancsnoksága létrehozása.
  - A fő, az előretolt műveleti bázisok, és az előretolt műveleti helyszín létrehozása, aktiválása.
  - A kezdeti logisztikai, kiképző és személyi állomány támogató képességek létrehozása.
- Rövidtávú Program (1990-2000). A NATO katonai vezetése a híradó, informatikai, felderítési képességekre emelt hadműveleti követelményeket adott ki, melyben kiemelt szerepet kapott az angol, francia és az Egyesült Államok flottájával való interoperabilitás növelésének igénye. Mivel a NATO NE-3A flotta ennek nem felelt meg, ez a program ezeket a célokat valósította meg. A program teljes költségvetése 1,1 milliárd US dollár volt.
- Középtávú Program (1997-2008). A hadműveleti környezet változása miatt a flotta folyamatos korszerűsítésre szorul, ennek eredményeképpen növekedik a gépek harci alkalmazhatósága. A korszerűsítések minden területet átfogtak: a gépek sárkánya, a radar platform, a teljes híradó-informatikai rendszer, a felismerő rendszerek. Külön figyelmet fordítottak a hajtóművek cseréjére, hogy megfeleljenek a szigorú európai zajvédelmi szabályoknak. A teljes program tervezett költségvetése 6,8 milliárd US dollár volt.
- A jövőben a flotta továbbfejlesztése várható, miután a sárkány- és hajtóműcserékkel, javításokkal a flotta élettartama jelentősen megnőtt. Tervek szerint a gépek fedélzetén lecserélik a vezetés és irányítás eszközeit a NATO ACCS programban létrehozott környezetre, ezzel jelentősen javítva a légi és a földi légvédelmi felderítő rendszerek interoperabilitását.